# أدب عصر النهضة الفرنسي

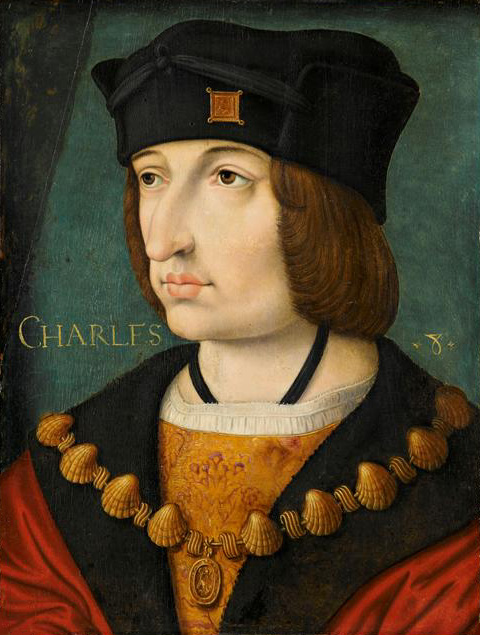

أدب عصر النهضة الفرنسي (بالإنجليزية: French Renaissance literature)‏ غرض هذا المقال، وهو الأدب المكتوب باللغة الفرنسية (الفرنسية الوسطى) في فترة الغزو الفرنسي لإيطاليا بين عامي 1494 و 1600، أو ما يقارب الفترة من عهد ملك فرنسا شارل الثامن حتى تتويج الملك هنري الرابع. يعتبر عهدا فرانسوا الأول (من 1515 إلى 1547) وابنه هنري الثاني (من 1547 إلى 1559) عمومًا قمة عصر النهضة الفرنسية. بعد وفاة هنري الثاني المؤسفة في مباراة مجاولة، حكمت البلاد أرملته كاترين دي ميديشي وأبناؤها فرانسوا الثاني وشارل التاسع وهنري الثالث، وعلى الرغم من أن عصر النهضة تابع ازدهاره، فإن حروب فرنسا الدينية بين الهوغونوتيين والكاثوليك دمرت البلاد.

## كلمة «النهضة»
النهضة كلمة فرنسية، وترجمتها الحرفية إلى الإنجليزية هي «الانبعاث». استُخدم المصطلح أول مرة وعُرف على يد المؤرخ الفرنسي جول ميشليه (ولد عام 1798 – توفي عام 1874) في كتابه Histoire de France «تاريخ فرنسا» الذي كتبه عام 1855. عرّف ميشليه عصر نهضة القرن السادس عشر في فرنسا بأنه فترة من تاريخ أوروبا الثقافي كانت بمثابة استراحة من العصور الوسطى، وخلقت فهمًا معاصرًا للإنسانية ومكانتها في العالم. وبصفته مواطنًا ومؤرخًا فرنسيًا، ادعى ميشليه أيضًا أن النهضة حركة فرنسية. كان عمله في أصل استخدام الكلمة الفرنسية «النهضة» بلغات أخرى.

## تمهيد
كان القرن السادس عشر في فرنسا حقبة رائعة من الإبداع الأدبي (تسمى لغة هذه الفترة بالفرنسية الوسطى). كان من شأن استخدام آلة الطباعة (المساعدة في نشر أعمال المؤلفين اللاتينيين واليونانيين القدامى، إذ طُرحت آلة الطباعة في باريس عام 1470، وفي ليون عام 1473)، وتطور عصر النهضة الإنسانية والأفلاطونية المُحدثة، واستكشاف تهذيب المحاكم الإيطالية المحسن (من خلال الحروب في إيطاليا ومن خلال زواج هنري الثاني بكاثرين دي ميديشي) (كان كتاب بالداساري كاسايتيوني رجل البلاط مهمًا أيضًا بصورة خاصة في هذا الصدد) تعديل المشهد الأدبي الفرنسي والعملية العقلية (أو «الإدراك») بشكل عميق في هذه الفترة. إضافة إلى حدوث تطور بطيء من فئة المحارب الوقح إلى طبقة نبيلة مهذبة (الأمر الذي أدى إلى ظهور فكرة «الرجل الشريف» في القرن السابع عشر). في جميع الأنواع الأدبية، كان هناك اهتمام كبير بالحب (الجسدي والأفلاطوني) وفي التحليل النفسي والأخلاقي.
شهدت هذه الفترة كثرة الكراريس والمسالك والهجو والمذكرات ونجاح مجموعات القصص القصيرة («nouvelles») إضافة إلى مجموعات من الحكايات الشفوية والنوادر («propos » و«devis»)؛ افتتانًا عامًا بالحكايات المأساوية الإيطالية (وأبرزها حكايات بانديلو)، وزادت ترجمة أعمال المؤلفين الأوروبيين المعاصرين (خاصة الإيطاليين والإسبانيين) ونشرها بشكل كبير بصورة مشابهة لمؤلفي العصور الوسطى والعصور الكلاسيكية القديمة؛ وزاد عدد  الأعمال الدينية المباعة (تغلبت الكتب التعبدية على «الرسائل الجميلة» فكانت أكثر الأنواع الأدبية مبيعًا في فرنسا في بداية القرن السابع عشر)؛ وأخيرًا، نشرت أعمال مهمة في مجال التفكّر الأخلاقي والفلسفي.
إن تاريخ أدب عصر النهضة ليس مُوحدًا: فقد واجهت المحكمة الملكية والجامعات وعامة الناس و«نبلاء الرداء» ونبلاء المقاطعات والإنسانيون جميعًا تأثيرات مختلفة وطوروا أذواقًا مختلفة. انتشر المسرح الإنساني ببطء بين عامة الناس. اكتشفت طبقة المحاربين القدماء آداب المحكمة والأخلاق المهذبة مع مرور الوقت، وكثيرًا ما تعرّضت المغالاة في المحاكم المستلهمة من إيطاليا للانتقادات. تعد معرفة القراءة والكتابة نفسها مسألة مهمة في نشر نصوص عصر النهضة: بقيت ثقافة القرن السادس عشر شفهيةً بشكل كبير، وجعلت القصة القصيرة، رواية الفروسية وأعمال رابيليه من هذه الشفوية جزءًا أساسيًا من أسلوبها. في النهاية، كان الكتاب في عصر النهضة موضوعًا ماديًا واقتصاديًا نادرًا جدًا وذا هيبة كبيرة (حسب حجمه ورسومه التوضيحية). كانت مكتبة مثل مكتبة الجبل بمثابة حدث نادر لغير المحامين وأعضاء البرلمان الذين حصلوا على تعليم نخبوي في الجامعات، بالنسبة للعامة، كانت الصحافة العريضة أو صحافة البنس (برسومها التوضيحية المحفورة على الخشب) التي يبيعها باعة متجولون على أبواب المنازل وصولهم الوحيد إلى الكلمة المكتوبة.

## الشعر
يتّسم الشعر في السنوات الأولى من القرن السادس عشر بالتجربة الشعرية المستفيضة الرنانة التصويرية وألعاب الكلمات المضبوطة لعدد من الشعراء الشماليين (مثل جان لومير دي بيلجيه وجان مولينيه)، ويطلق عليهم عمومًا اسم «les Grands Rhétoriqueurs» الذين تابعوا تطوير التقنيات الشعرية من القرن السابق. ومع ذلك، سرعان ما تعدّل التراث الفرنسي بصورة عميقة بفضل كل من أثر بتراركا (دورة السوناتة الموجهة إلى عاشق مثالي، واستخدام التناقضات العاطفية)، والشعراء الإيطاليين في البلاط الفرنسي (مثل لويجي أرماني)، والأفلاطونية الإيطالية والإنسانية، وإعادة اكتشاف شعراء يونانيين محددين (مثل بندار وأناكريون). وفي هذا الصدد، يعد الشاعران الفرنسيان كليمان مارو وميلين دي سان غيليه من الشخصيات الانتقالية: ويعود الفضل إليهما في إنتاج السوناتات الأوائل في فرنسا، لكن قصائدهم تابعت توظيف العديد من الأشكال التقليدية.
يتجلى اتجاه الشعر الجديد بصورة تامة في أعمال الإنساني جاك بيليتير دو مان. في عام 1541، نُشرت أول ترجمة فرنسية لقصيدة هوراس Ars poetica، وفي عام 1547 نُشرت مجموعة من قصائد Œuvres poétiques، التي تضمنت ترجمات من النشيدين الأولين من أوديسة هوميروس وأول كتاب لفيرجيل واسمه Georgics، و12 سوناتة لبتراركا، و3 قصائد غنائية لهوراس وإبيجراما لمارتياليس؛ تضمنت هذه المجموعة الشعرية أيضًا أول قصائد منشورة لجواشان دي بيليه وبيير دي رونسار.